# Ржезач, Томаш
То́маш Рже́зач (чеш. Tomáš Řezáč; 2 марта 1935, Прага — 10 сентября 1992, Прага) — чешский журналист, эмигрант, секретный сотрудник МВД ЧССР (агентурные клички „Karel“, „Repo“ и „Tom“).

## Биография
Сын писателей Вацлава Ржезача (1901—1956) и Эми Ржезачовой (1903—1997). В 1968 году, после подавления Пражской весны, с женой эмигрировал из Чехословакии в Швейцарию. Спустя несколько лет, чтобы искупить своё «заблуждение», стал работать агентом 1-го Управления Федерального министерства внутренних дел под псевдонимом Репо. Среди эмигрантской верхушки добывал информацию по заданиям чехословацкого МВД. В 1975 году вернулся в ЧССР, играя главную роль в целом ряду пропагандистских дезинформационных кампаний. В качестве агента входил в компетенцию контрразведки ГБ.
Автор нескольких шпионских и детективных романов (некоторые публиковались под псевдонимом «Карел Томашек»). На русский язык переведен роман «Пациент доктора Паарлелбака» (чеш. Pacient dr. Paarelbecka), рассказывающий историю возвращения чешского диссидента из эмиграции на социалистическую родину.

### Выступления против А. И. Солженицына
По заказу 5-го управления КГБ СССР написал книгу «Спираль измены Солженицына» с целью дискредитации А. И. Солженицына. В работе над книгой использованы без разрешения автора материалы рукописи Л. С. Самутина, изъятой КГБ. Книга была опубликована на русском («для ограниченного использования» изд-во «Прогресс») и итальянском языках (изд-во «Тети эдиторе»).

### Выступление против Вацлава Гавела
Ключевая фигура в дезинформационной кампании, направленной против лично Вацлава Гавела и Хартии 77. 9 марта 1977 года Ржезач выступил на вечернем чехословацком радио с программой под названием «Кто есть Вацлав Гавел?» (Kdo je Václav Havel?) «документальный сериал». Статья, составленная на основе радиопрограммы, была опубликована многими чехословацкими печатными изданиями. В ней, в частности, говорилось о том, что Гавел получает финансовую поддержку от западно-германской и американской разведок. В этот момент Гавел уже 4 с половиной месяца содержался в тюрьме в Рузине по обвинению в «подрывной деятельности», оттуда через адвоката 13 марта 1977 года он обратился письмом в редакции всех газет, которые опубликовали текст «Кто есть Вацлав Гавел?», с просьбой публично опровергнуть ложные утверждения. Реакции не последовало, тогда 17 марта 1978 Гавел подал через своего адвоката иск к Ржезачу в окружной суд в Праге 6 по обвинению в клевете. В письмах 2 апреля и 2 июня 1978 года Ржезач просил отсрочить заседание из-за его болезни. В это время чехословацкими властями было принято решение, что, так как суд над Ржезачем по обвинению в клевете крайне нежелателен, следует утверждать, что газеты исказили смысл сказанного в передаче. Что и было сделано — 7 августа 1978 года Ржезач обратился с письмом в суд, где он утверждал, что обвинение в адрес Гавела было выдвинуто в предположительной форме с оговорками «по-видимому, как представляется» и т. п. После этого Гавел отозвал свой иск, а 3 августа 1981 года финансовое управление районного суда в Праге 1 распорядилось возместить заявителю Гавелу судебный сбор в размере 60 крон.
В 1978 году капитан 5-го управления КГБ А. П. Благовидов сообщал чехословацким коллегам, что агент «РЕПО также принял нашу критику по поводу его влечения к алкоголю и управлению финансовыми ресурсами».

## Семья
- Вторая жена — Лида Гроссова (Grossová), редактор[13], оставил её в Цюрихе, вернувшись в Чехословакию. Брак был бездетным[12].
- Третья жена (не позднее 1977) — Ия Васильевна Скобарова, как сообщали чешские спецслужбы, Ржезач начал «проявлять тенденцию приглашать свою жену на встречи с руководящими органами и инициировать её сотрудничество». Это вызывало недовольство чешского руководства Ржезача. КГБ предлагало использовать её для разработки сотрудников журнала «Вопросы мира и социализма»[12].

## Произведения
- Rezac T. La spirale delle contraddizioni di Aleksandr Solgenitzyn. — Milano: Teti, 1977. — P. 113.
- Ржезач Томаш. Спираль измены Солженицына / Авториз. пер. с чеш.; ред. М. Правдина. — М.: Прогресс, 1978. — 216 с. — в свободную продажу книга не поступала.
- Tomášek Karel (псевдоним). Svaz budovatelů nového světa. — М., 1979. — Ассоциация строителей нового мира — о СЭВ, на русском не издана, изданы переводы на англ., араб., болг., кит., фр., венг., монг., нем., пол., рум., словен., исп., вьетн.
- Ржезач Томаш. Пациент доктора Паарлелбакка : роман // Зарубежный детектив (альманах) / Пер. Л. Лерер; сост. В. Киселёв. — М.: Молодая гвардия, 1982. — С. 11—140. — 200 000 экз.
- Ржезач Т., Цуркан В. Разыскиваются… — М.: Прогресс, 1981. — 80 000 экз. — об украинских националистах, переведена на англ., нем., фр.